# Moritz von und zu Franckenstein

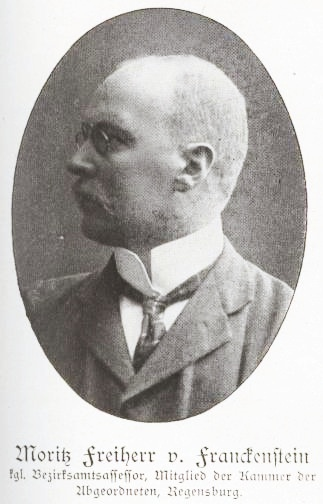
Moritz von und zu Franckenstein

Moritz Freiherr von und zu Franckenstein (* 18. März 1869 in Schloss Ullstadt, Sugenheim; † 24. Januar 1931 in Schloss Grambschütz, Oberschlesien) war bayerischer Reichsrat, Landtagsabgeordneter und Mitglied des Deutschen Reichstags.

## Leben

### Herkunft
Moritz stammte aus dem Adelsgeschlecht der von Franckenstein. Er war der Sohn des Freiherrn Georg Arbogast von und zu Franckenstein (1825–1890) und dessen Gemahlin Maria Theresia Wilhelmine Prinzessin von Oettingen-Wallerstein (1832–1891).

### Karriere
Franckenstein besuchte das Königliche Ludwigsgymnasium München, danach die Universitäten Würzburg, Leipzig und München, wo er 1890 sein Universitätsexamen machte. Nach Abschluss der juristischen Studien war er von 1896 bis 1905 Königlicher Bezirksamtsassessor in Nördlingen, von 1905 bis 1908 Königlicher Regierungsassessor in Regensburg und von 1908 bis 1914 Königlicher Bezirksamtmann in Vilshofen. Er musste nach dem Tode des Bruders die Familiengüter übernehmen und den bayerischen Staatsdienst verlassen.
Von 1905 bis 1914 war er Mitglied der bayerischen Abgeordnetenkammer, legte im Jahre 1914 jedoch das Mandat nieder, da er durch den Tod seines Bruders Johann Karl von und zu Franckenstein (1858–1913) automatisch Mitglied der bayerischen Reichsratskammer wurde. Von 1915 bis 1918 war er Mitglied des Deutschen Reichstags für den Wahlkreis Mittelfranken 4 (Eichstätt, Beilngries, Weissenburg) und die Deutsche Zentrumspartei.
1907 fungierte Franckenstein als Vizepräsident des Deutschen Katholikentags in Würzburg. Nach 1918 setzte er sich politisch für die Wiedereinführung der Monarchie ein und beteiligte sich an der Gründung der Bayerischen Volkspartei.

### Familie
Moritz von und zu Franckenstein heiratete 1894 in erster Ehe Maria Pia Gräfin zu Stolberg-Stolberg (1870–1913), Tochter von Graf Alfred zu Stolberg-Stolberg (1835–1880). Mit ihr hatte er fünf Kinder:
- Anna Maria (1896–1998)
- Georg (1898–1965) ⚭ Karoline, Prinzessin von Schönburg-Hartenstein (1898–1985)
- Marie Leopoldine (1901–1970)
- Heinrich (1902–1991) ⚭ 1953 Theresa Maria Josefa Riccabona von Reichenfels (* 1909)
- Marie Elisabeth (1905–1919)

Nach ihrem Tod ehelichte er 1920 Maria Gräfin von Preysing-Lichtenegg-Moos (1890–1979), die Schwester des späteren Kardinals Konrad Graf von Preysing. Diese Verbindung blieb ohne Nachkommen.

## Ehrungen
- Ritter des Georgordens, 1893
- Ritter IV. Klasse des Verdienstordens vom Heiligen Michael mit Krone, 1914
- Ritterkreuz des Piusordens, 1901